# La Monte Young
La Monte Thornton Young (nascido em 14 de outubro de 1935) é um compositor, músico e artista performático norte-americano, reconhecido como um dos primeiros compositores minimalistas dos Estados Unidos. Foi uma figura central no movimento Fluxus e na música de vanguarda do pós-guerra. Ele é mais conhecido por sua exploração de sons sustentados, iniciada com sua composição Trio for Strings (1958). Suas composições colocaram em questão a natureza e a definição da música, mais notoriamente nas partituras textuais de suas Compositions 1960. Embora poucas de suas gravações permaneçam em catálogo (muitas de suas obras vão essencialmente contra os pressupostos de uma gravação), seu trabalho inspirou artistas proeminentes nos mais diversos campos da arte; sua influência, na música, alcança a música de vanguarda, o rock e a música ambiente.

### Biografia
Formado pela Universidade da Califórnia em Los Angeles (UCLA) em 1958, iniciou a carreira tocando jazz com nomes como Ornette Coleman e Eric Dolphy, ao mesmo tempo em que estudava composição com Leonard Stein (que fora assistente de Schoenberg), Robert Stevenson e Seymore Shifrin. Suas primeiras composições se baseavam na técnica dodecafônica.
No final da década de 1950, compôs o Trio for Strings, apontado como marco inicial do minimalismo, e estudou em Darmstadt com Karlheinz Stockhausen, que posteriormente sofreria notável influência de La Monte Young. Nesse período também entrou em contato com John Cage e David Tudor. Sob influência de Cage, passou a explorar indeterminação, sons não convencionais e ações performáticas, como nas Compositions 1960.
Radicado em Nova Iorque desde 1960, integrou-se ao movimento Fluxus (junto de Andy Wahrol, Yoko Ono, Henry Flynt) e desenvolveu obras baseadas em drones e intervalos específicos, como The Second Dream of the High-Tension Line Stepdown Transformer e o projeto multimídia Dream House. Para este, fundou o coletivo Theatre of Eternal Music, com colaboradores como Marian Zazeela, Tony Conrad, John Cale (figura central na banda The Velvet Underground) e Terry Riley.

### Influências
As influências musicais de La Monte Young remontam à infância em Bern, Idaho, quando se fascinou por sons contínuos, tanto naturais (vento sob o beiral da cabana) quanto artificiais (zumbido de transformadores de energia). Essa atenção a drones se estendeu ao tanpura e ao alap da música clássica indiana, a certos aspectos estáticos do serialismo de Webern e à música japonesa gagaku, de onde extraiu o chamado “acorde dos sonhos” (Dream chord).

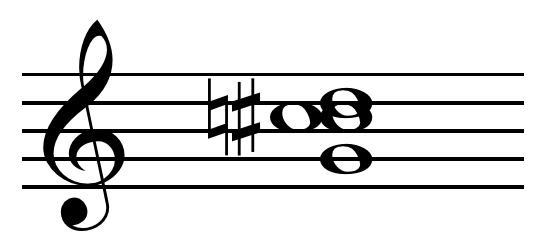
miniaturadaimagem

Antes de 1956, pretendia seguir carreira no jazz, inspirado por Lee Konitz, Warne Marsh e John Coltrane, cuja influência moldou seu uso do saxofone sopranino. O jazz, junto à música indiana (descoberta na UCLA em 1957), foi determinante para a improvisação em sua obra. Entre suas referências indianas estão Ali Akbar Khan (sarod), Chatur Lal (tabla) e Pandit Pran Nath, de quem aprendeu o tanpura. Também cita influências da música japonesa e do gamelão da Indonésia.
Seu contato com a música clássica ocidental veio na universidade, com destaque para Béla Bartók, Igor Stravinsky, Pérotin, Léonin, Claude Debussy, o organum medieval e, especialmente, o serialismo de Schoenberg e Webern.
Young também usou psicodélicos — cannabis, LSD e peiote — como ferramentas criativas e de expansão da consciência, prática compartilhada com integrantes do Theatre of Eternal Music. Ele atribui à cannabis um papel na abertura criativa que levou ao Trio for Strings, embora reconheça limitações técnicas que o uso podia impor.

### Legado
O uso de sons longos (long tones) e da afinação justa (just intonation) por La Monte Young influenciou diretamente colaboradores como Tony Conrad, Jon Hassell, Rhys Chatham, Michael Harrison, Henry Flynt, Ben Neill, Charles Curtis e Catherine Christer Hennix, além de marcar o trabalho de John Cale no Velvet Underground. Sua obra inspirou músicos de diversos gêneros, incluindo Terry Riley, Velvet Underground, Sonic Youth e Brian Eno, que o chamou de “o pai de todos nós”.
O Trio for Strings (1958) influenciou Andy Warhol, cujos filmes estáticos teriam sido inspirados por essa obra, segundo Jonas Mekas. Young chegou a integrar brevemente o grupo musical de Warhol, The Druds, mas saiu após dois ensaios. Em 1964, compôs drones minimalistas para filmes de Warhol exibidos no Festival de Cinema de Nova York.
1. 1 2 3  Tannenbaum, Rob (2 de julho de 2015). «Minimalist Composer La Monte Young on His Life and Immeasurable Influence». Vulture (em inglês). Consultado em 9 de agosto de 2025
2. ↑  Rothstein, William (1 de abril de 2001). «Articles on Schenker and Schenkerian Theory in The New Grove Dictionary of Music and Musicians, 2nd Edition Edited by Stanley Sadie Executive Editor John Tyrrell New York: Grove's Dictionaries, 2001 Also Available Online (by Subscription) at &lt;http://www.grovemusic.com&gt;». Journal of Music Theory (1): 204–227. ISSN 0022-2909. doi:10.2307/3090656. Consultado em 9 de agosto de 2025
3. ↑  «La Monte Young Is Still Patiently Working on a Glacial Scale (Published 2015)» (em inglês). 19 de agosto de 2015. Consultado em 9 de agosto de 2025
4. 1 2  Young,, La Monte (1963). "An Anthology of Chance Operations". [S.l.]: La Monte Young. p. 115
5. ↑  «Even Minimalists Get the Blues : Music: Influential composer La Monte Young has put together a roadhouse blues band to return to the stompin' style of his jazz-influenced youth.». Los Angeles Times (em inglês). 4 de setembro de 1993. Consultado em 9 de agosto de 2025
6. ↑  LaBelle, Brandon (2006). Background Noise: Perspectives on Sound Art (PDF). [S.l.: s.n.]
7. ↑  Nechvatal, Joseph (19 de agosto de 2024). «BIOGRAPHY Flawed Composition | The Brooklyn Rail». brooklynrail.org (em inglês). Consultado em 9 de agosto de 2025
8. ↑  Potter, Keith (2002). Four Musical Minimalists: La Monte Young, Terry Riley, Steve Reich, Philip Glass. [S.l.: s.n.]
9. ↑  Gopnik, Blake (2020). Warhol: A Life as Art (PDF). [S.l.: s.n.] ISBN 978-0-241-00338-1